# 狂蜂過境
《狂蜂過境》（英語：Killer Bees）是一部2002年的加拿大電視電影，由佩奈洛普·比頓西斯執導。

## 剧情
每年，美国的蘇馬市都会放飞一定数量的蜜蜂，为农作物授粉。然而，这一次，蜂群突然神秘地发生了变化，以一种集体意志驱使牠们无情地杀害当地居民。一位富有进取心的警长林登·哈里斯不巧有蜜蜂恐惧症，他将努力阻止来势汹汹的蜂群……